# Jabłka Adama
Jabłka Adama (duń. Adams Æbler) – duńsko-niemiecka czarna komedia filmowa z 2005 roku w reżyserii Andersa Thomasa Jensena, oparta na schemacie przypowieści skrzyżowanej z moralitetem.
Zdjęcia kręcono w Faaborg i okolicach na wyspie Fionia (Dania Południowa).

## Opis fabuły
Neofaszysta Adam (Ulrich Thomsen) w ramach resocjalizacji zostaje skierowany do wiejskiego kościółka pod opiekę niekonwencjonalnego pastora Ivana (Mads Mikkelsen). Ma za zadanie upieczenie szarlotki z wykorzystaniem owoców z jabłonki rosnącej w przykościelnym ogrodzie.

## Obsada
- Ulrich Thomsen − Adam Pedersen
- Mads Mikkelsen − Ivan Fjeldsted
- Nicolas Bro − Gunnar
- Paprika Steen − Sarah Svendsen
- Ali Kazim − Khalid
- Ole Thestrup − dr Kolberg
- Nikolaj Lie Kaas − Holger
- Gyrd Løfquist − Poul Nordkap
- Lars Ranthe − Esben
- Peter Reichhardt − Nalle
- Tomas Villum Jensen − Arne
- Peter Lambert − Jørgen

## Głosy krytyków
Ta „komedio-parabola” posiada silny ładunek transcendentalny, i to nie tylko w znaczeniu intelektualnym, ale również emocjonalnym. Dzięki poetyckiemu obrazowaniu, efektom cudownościowym i wyraźnej symbolice, a także dzięki sugestywnej muzyce, wydarzenia w pewnym stopniu surrealistycznego scenariusza urastają do rozmiarów biblijnego dramatu współczesnego Hioba.